# Juan Aldana

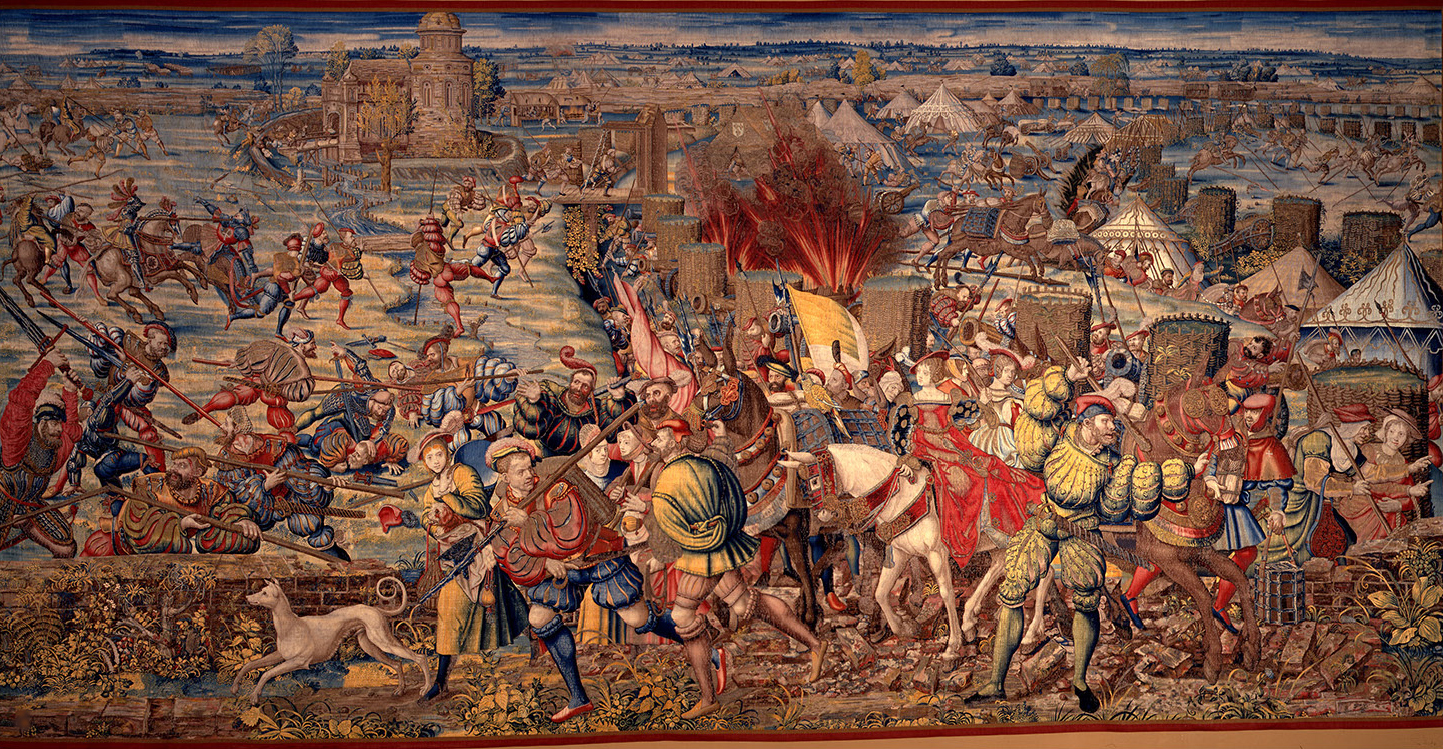
Batalla de Pavía

Juan Aldana (Tortosa, c. 1480 - Valencia, c. 1555) fue un militar al Servicio de Fernando el Católico y de Carlos I que se distinguió en las Campañas de Francia y de Italia. En la Batalla de Pavía, hizo prisionero al rey Francisco I, aunque otras fuentes lo atribuyen al vasco Juan de Urbieta.

## Biografía
Participó en la batalla de Salses (1503), en la expedición de Yerba (1519), en la batalla de Bicocca (1521), y sobre todo, siendo ya coronel del tercio de los italianos, en la de Pavía, donde el 24 de febrero de 1525 tuvo la fortuna de capturar personalmente el rey Francisco I de Francia, a quien tomó por señal el collar de la orden de San Miguel, la espada, la daga y un lujoso libro de horas. En 1526, el emperador le encargó la represión de los moriscos sublevados en la sierra de Espadán, y una vez sofocada la revuelta permaneció junto al virrey de Valencia Fernando de Aragón, duque de Calabria, con el fin de asesorarle en la defensa de la costa contra las frecuentes incursiones de los piratas norteafricanos.
En 1527 se casó con Magdalena de Amigo en Tortosa, y allí también nacieron los seis hijos que tuvieron después, aunque por estos años la familia ya se había establecido en Valencia, si bien no se avecina formalmente hasta el 1542. Fue abonado caballero el 20 de julio de 1535, durante la jornada de Túnez, y en el texto del privilegio de nobleza otorgado por el emperador mencionan los anteriores hechos de armas en que había participado, especialmente la captura Francisco I, mérito que diferentes cronistas, ya desde entonces, han venido atribuyendo a otros candidatos, poseedores también de documentos y prendas: principalmente al granadino Diego de Ávila, el vasco Juan de Urbieta y al gallego Alonso Pita da Veiga.